# Thal (Svizzera)
Thal (toponimo tedesco) è un comune svizzero di 7 097 abitanti del Canton San Gallo, nel distretto di Rorschach.

## Geografia fisica
Il territorio di Thal si estende sulla sponda sudorientale del lago di Costanza, lungo il confine tra l'Austria e la Svizzera segnato dall'antico corso del fiume Reno immissario del lago; occupa la piana compresa tra il lago, il fiume e le alture del Canton Appenzello Esterno.

## Storia
Il comune politico di Thal è stato istituito nel 1803 incorporando anche le località di Altenrhein, Buechen, Buriet e Staad, fino ad allora autonome; nel 1805 la località di Unterstaad, fino ad allora frazione di Thal, è stata incorporata nel comune di Rorschacherberg.

## Monumenti e luoghi d'interesse
- Chiesa paritaria di Nostra Signora, eretta nel 700 circa e ricostruita[3].

## Società

### Evoluzione demografica
L'evoluzione demografica è riportata nella seguente tabella:
Abitanti censiti

### Frazioni
Le frazioni di Thal sono:
- Altenrhein[6]
- Buechen[4]
- Buriet
- Staad[4]
  - Oberstaad

## Infrastrutture e trasporti

### Strade
Thal è servito dall'uscita di Rheineck sull'autostrada A1/E60, che sorge nel territorio del comune, ed è attraversato dalle strade principali 7 e 13.

### Ferrovie

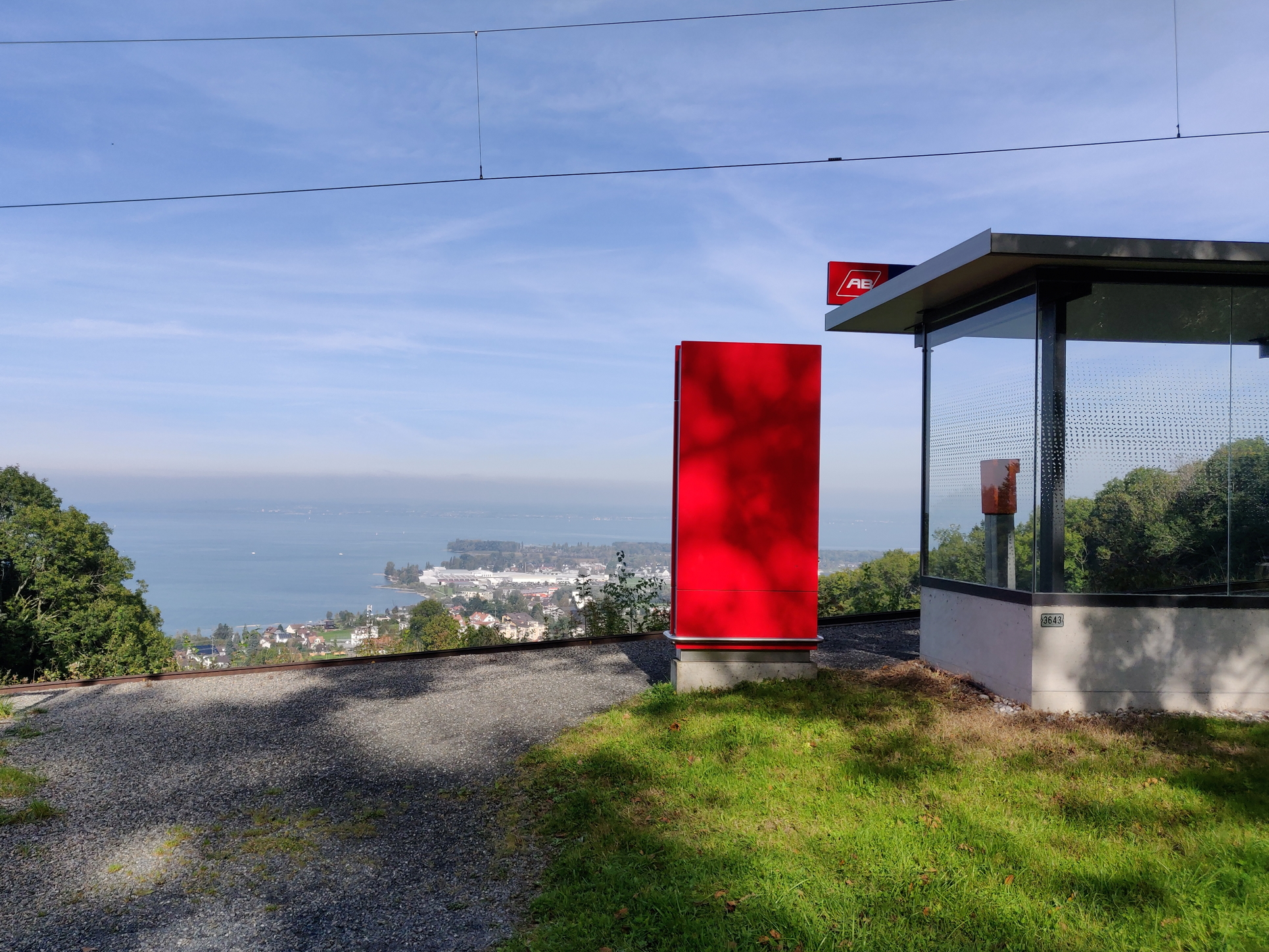
La stazione di Wartensee

Il comune è servito dalla stazione di Staad, sulla ferrovia Coira-Rorschach  (linee S2, S4 e S5 della rete celere di San Gallo) e da quella di Wartensee, sulla ferrovia Rorschach-Heiden (linea S25 della rete celere di San Gallo).

### Aeroporti

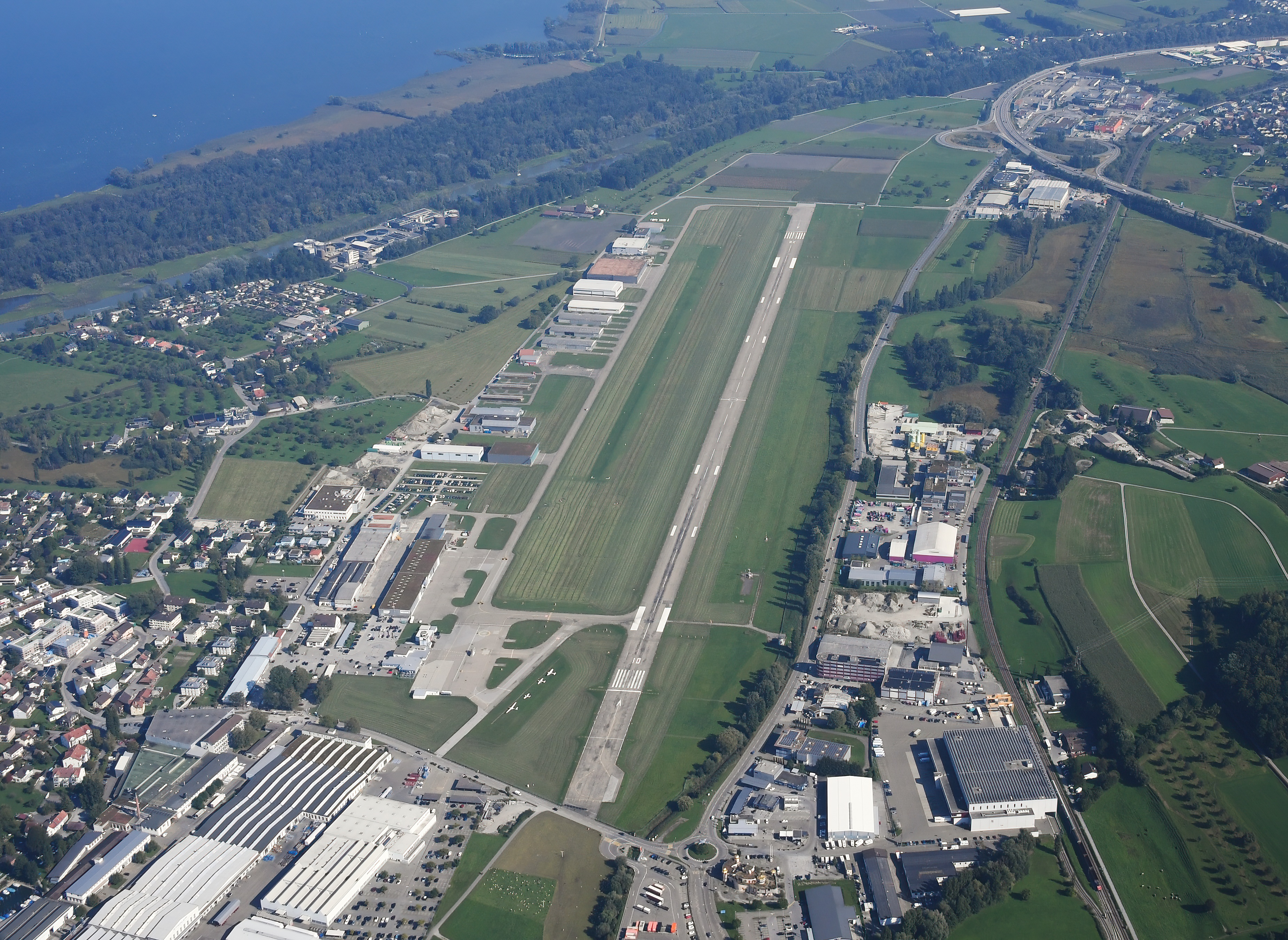
L'aeroporto di San Gallo-Altenrhein

Nel territorio comunale è situato l'aeroporto di San Gallo-Altenrhein.